# Ümit Tan
Ümit Tan (né le 16 juillet 1990) est un athlète turc, spécialiste du saut en hauteur. Son club est celui d'Izmir.
Il établit le record national junior de Turquie, en 2,25 m, pour remporter la médaille d'argent aux Championnats d'Europe junior d'athlétisme 2009 à Novi Sad le 25 juillet.
Il avait terminé juste au pied du podium, avec 2,17 m, lors des Championnats du monde junior d'athlétisme 2008 à Bydgoszcz. Après 2009, il n'y a plus trace de résultats en compétition.